# Painho (Cadaval)
Painho é uma povoação portuguesa do Município do Cadaval que foi sede da extinta Freguesia de Painho, freguesia que tinha 8,73 km² de área e 1 320 habitantes (2011), e, por isso, uma densidade populacional de 151,2 hab./km².
A Freguesia de Painho foi extinta em 2013, no âmbito de uma reforma administrativa nacional, tendo sido agregada à freguesia de Figueiros, para formar uma nova freguesia denominada União das Freguesias de Painho e Figueiros com a sede em Painho.
Situado na região oeste do país e no extremo norte do municípuio de cuja sede dista cerca de 15 km, Painho é também a localidade que se situa mais a norte do distrito de Lisboa. Painho confina a norte com A dos Francos; a sul com Figueiros; a nascente com Alguber e Landal; e a poente com Vermelha e Carvalhal.

## População
| População da freguesia de Painho | População da freguesia de Painho | População da freguesia de Painho | População da freguesia de Painho | População da freguesia de Painho | População da freguesia de Painho | População da freguesia de Painho | População da freguesia de Painho | População da freguesia de Painho | População da freguesia de Painho | População da freguesia de Painho | População da freguesia de Painho | População da freguesia de Painho | População da freguesia de Painho | População da freguesia de Painho |
| -------------------------------- | -------------------------------- | -------------------------------- | -------------------------------- | -------------------------------- | -------------------------------- | -------------------------------- | -------------------------------- | -------------------------------- | -------------------------------- | -------------------------------- | -------------------------------- | -------------------------------- | -------------------------------- | -------------------------------- |
| 1864                             | 1878                             | 1890                             | 1900                             | 1911                             | 1920                             | 1930                             | 1940                             | 1950                             | 1960                             | 1970                             | 1981                             | 1991                             | 2001                             | 2011                             |
|                                  |                                  |                                  |                                  |                                  | 1 174                            | 1 371                            | 1 475                            | 1 620                            | 1 746                            | 1 183                            | 1 542                            | 1 437                            | 1 367                            | 1 320                            |

Criada pela Lei nº 386, de 04/09/1915, com lugares desanexados da freguesia de Figueiros